# Massif du Brandberg
Pour les articles homonymes, voir Brandberg.
Le massif du Brandberg est un massif montagneux abritant le point culminant de la Namibie, le Königstein. Ce massif est également connu pour ses très nombreux sites de peintures rupestres.

## Toponymie
Le nom Brandberg est un mot à la fois allemand et afrikaans et signifie « montagne de feu ». Cette appellation vient de la couleur rouge qu'arbore le Brandberg au coucher et au lever du soleil. Pour les Damaras, il s'appelle Dâures, ce qui signifie « montagne qui brûle ». En herero en revanche, son nom est Omukuruvaro, ce qui signifie « montagne des dieux ».

## Géographie

### Situation

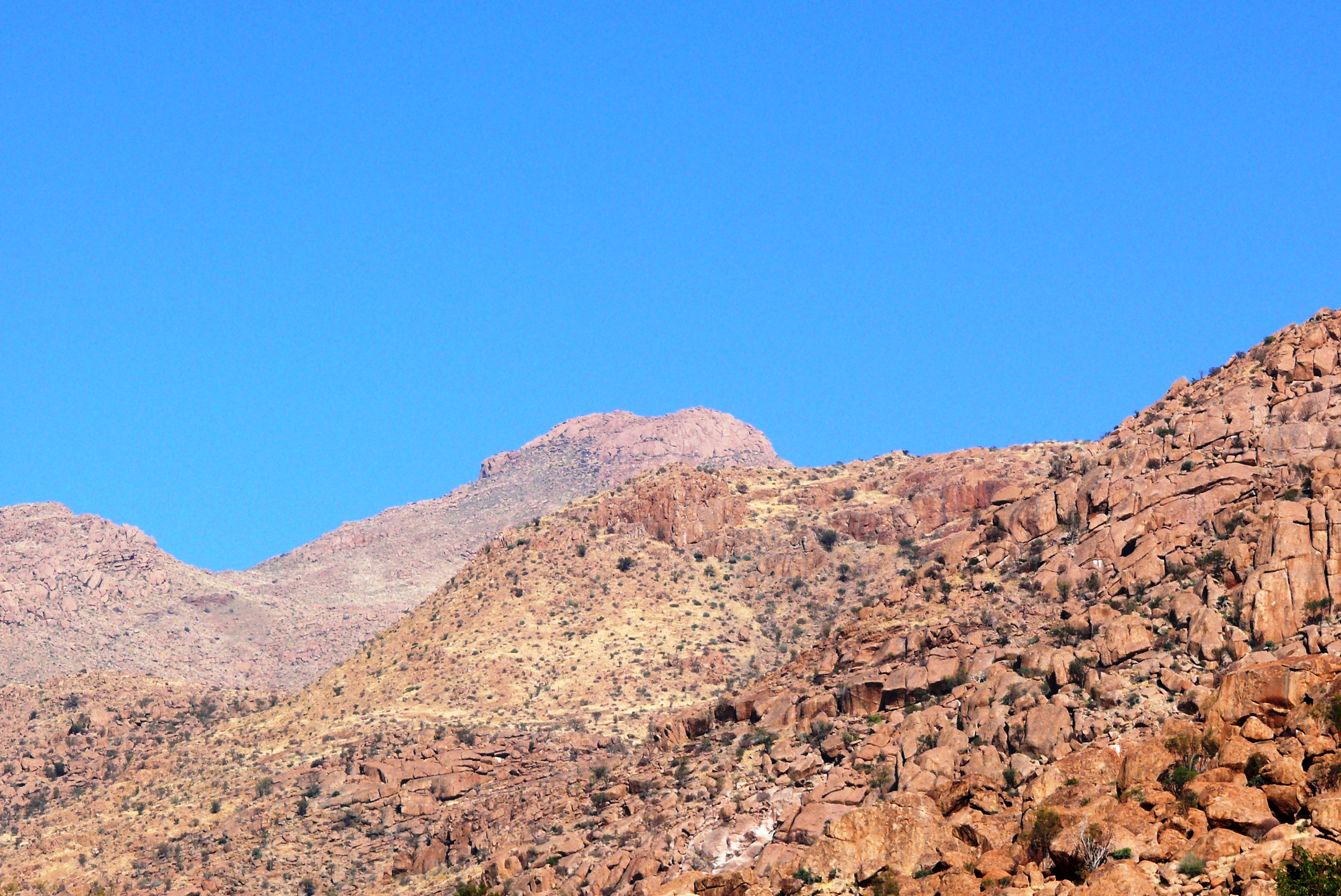
Point culminant

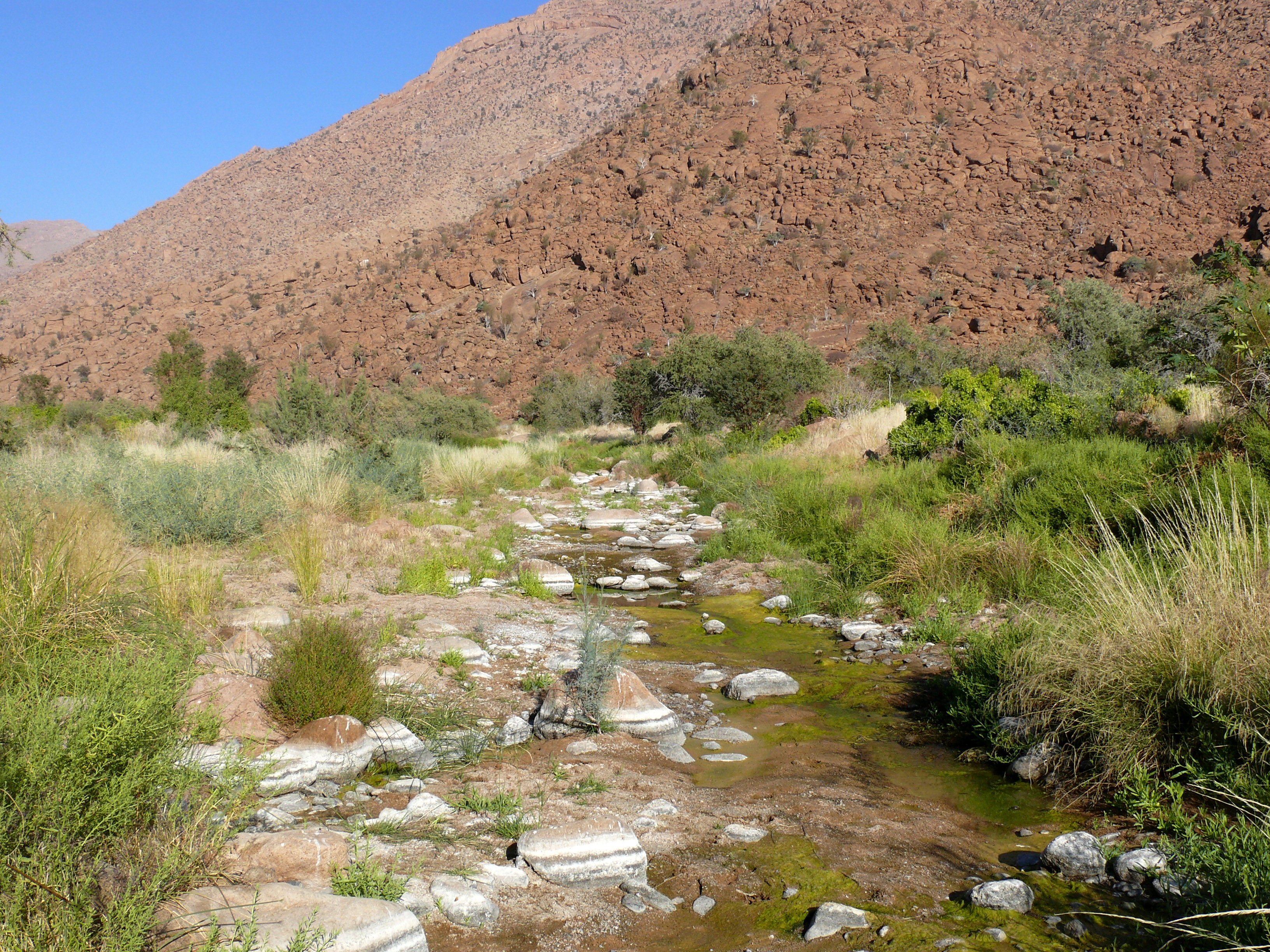
Photo prise à l'intérieur du massif

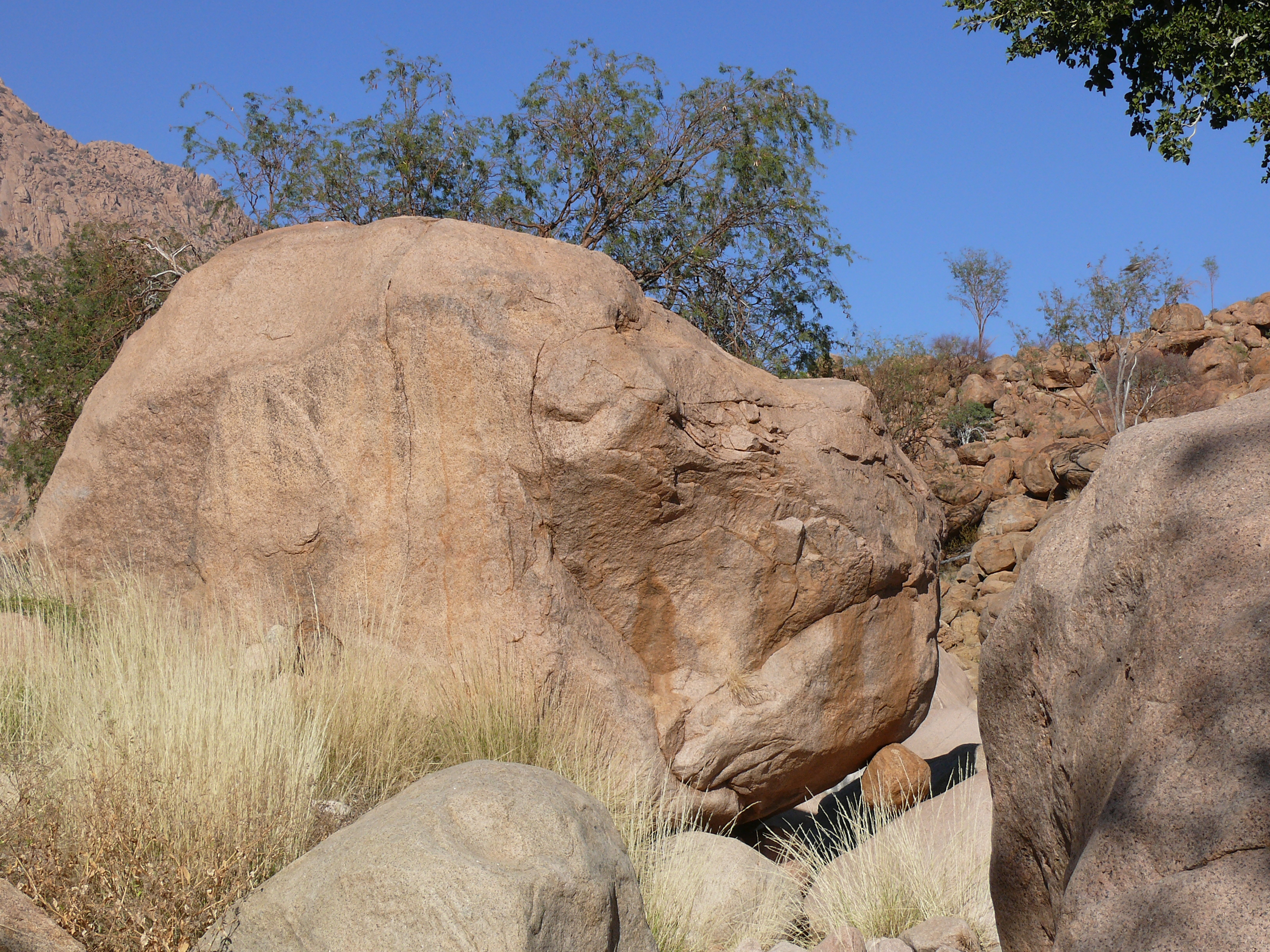
Rocher à la forme étrange...

Le massif du Brandberg se situe au cœur du Damaraland, dans le nord-ouest du désert du Namib. Près de la côte de l'Atlantique Sud, il couvre une surface de 450 km2. Il abrite le Königstein (nom allemand signifiant « pierre du roi »), point culminant de la Namibie, à 2 573 mètres d'altitude. Étant donné qu'il est entouré de plaines à perte de vue, il est visible de très loin par jour dégagé. La ville la plus proche, Uis, se situe à une trentaine de kilomètres du massif.

### Géologie
Le massif du Brandberg est une intrusion granitique, formant un plateau en forme de dôme. Sa structure géologique est typique du Damaraland, espace couvert de montagnes érodées, de collines et de koppies (petites collines), formées de granite. Ces empilements de granite sont d'anciennes chambres de magma, apparues il y a plusieurs centaines de millions d'années, époque où le sud de l'Afrique connaissait une activité volcanique souterraine intense. Ces dépôts granitiques de magma refroidi ont peu à peu été révélés par l'érosion. Un des minéraux de base de ce granite est le feldspath. Or, ce cristal ayant une couleur légèrement rosée, le Damaraland est devenu célèbre pour la couleur rouge de ses roches, particulièrement pendant les coucher et lever de soleil. Cette particularité lui vaut même d'être parfois considérée comme la plus belle région de Namibie, avec également ses plaines à perte de vue.

### Faune
Étant donné les conditions assez inhospitalières de ce massif (manque d'eau et fortes chaleurs), on pourrait imaginer que peu d'animaux vivent dans la région. Or, ce site abrite un nombre impressionnant d'espèces animales ou de plantes endémiques.

#### Mammifères
Un visiteur attentif peut apercevoir un certain nombre d'espèces (daman, civette) dans les rochers du massif. Avec de la chance, on peut même apercevoir une espèce d'éléphant accoutumée au désert ou, plus rare encore, des Rhinocéros noirs. On peut également croiser des antilopes telles que les springboks.

#### Invertébrés
Parmi les nombreuses espèces présentes dans la région figurent les nombreuses espèces de scorpions, dont un certain nombre endémiques au Brandberg, telles Brandbergia haringtoni, ce qui en fait la région la plus riche du sud de l'Afrique. Par ailleurs, en 2002, un nouvel ordre d'insecte, Mantophasmatodea, a été créé à la suite de la découverte d'un insecte de ce type dans le massif du Brandberg.

### Flore
Comme le reste du Damaraland, le massif du Brandberg abrite de nombreuses espèces d'aloès ou d'euphorbes, dont certaines sont endémiques à ce massif montagneux. Il existe également d'autres espèces de plantes endémiques au Brandberg, telles qu'Acacia montis-usti.

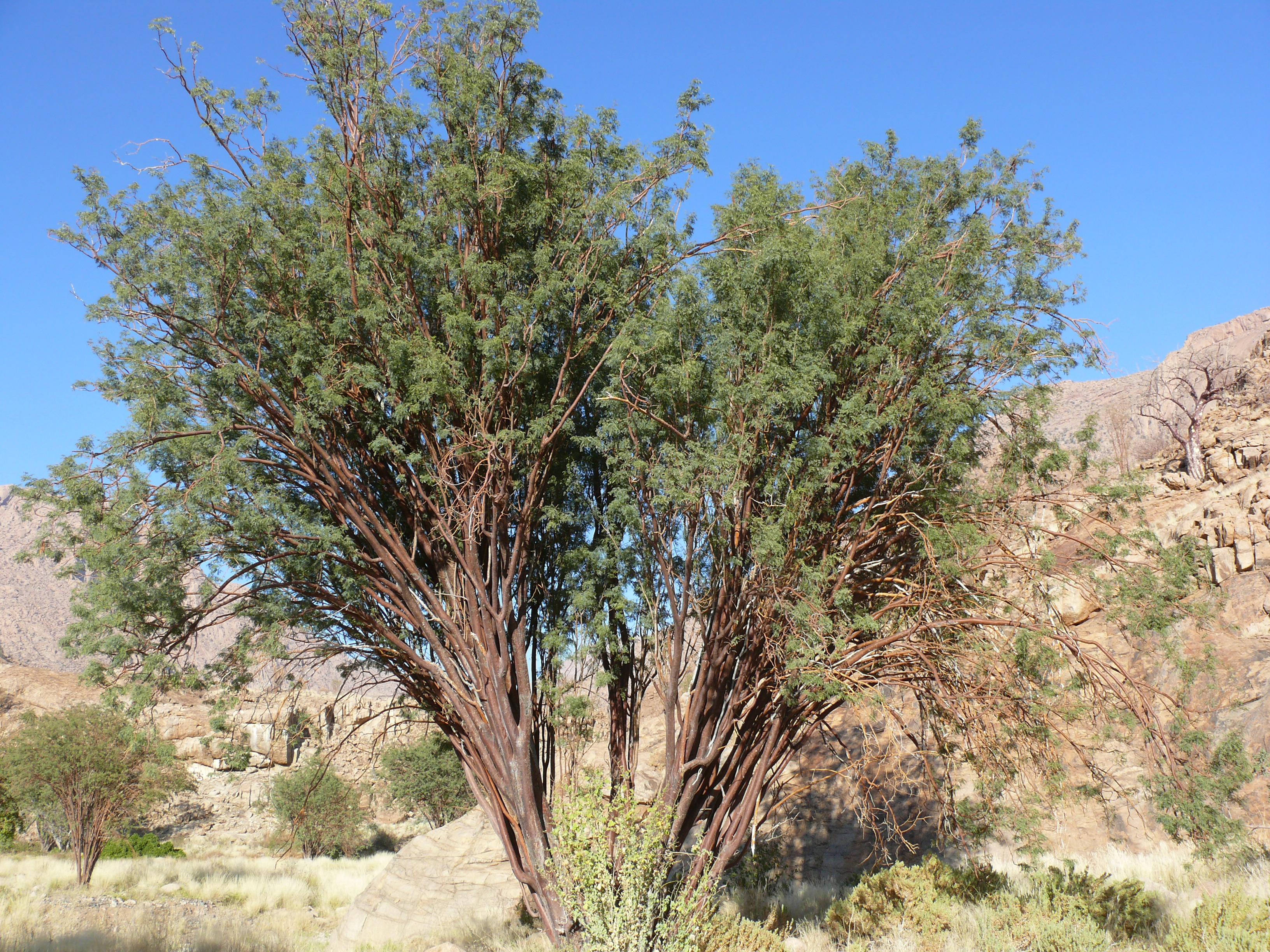
Acacia montis-usti
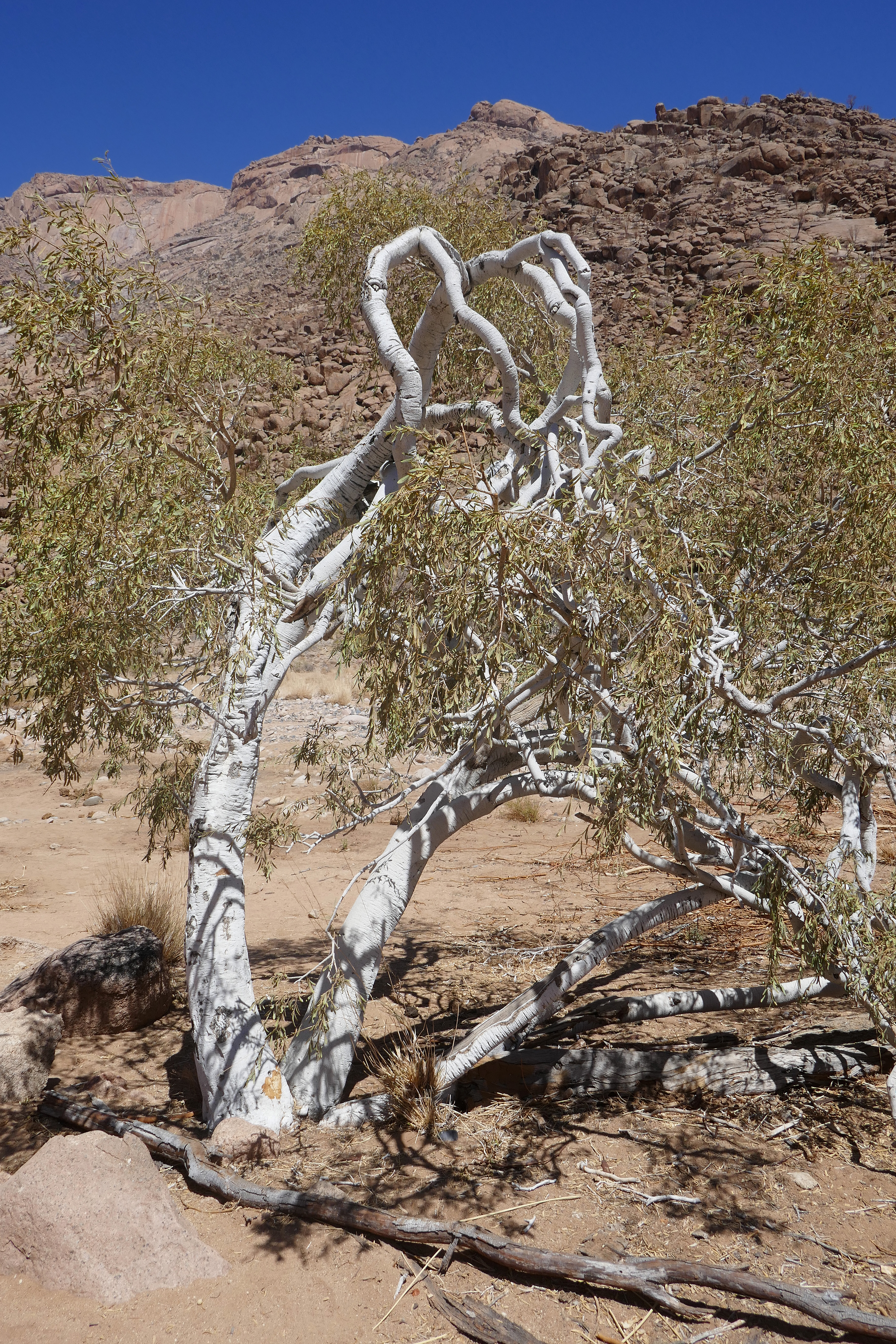
Boscia albitrunca
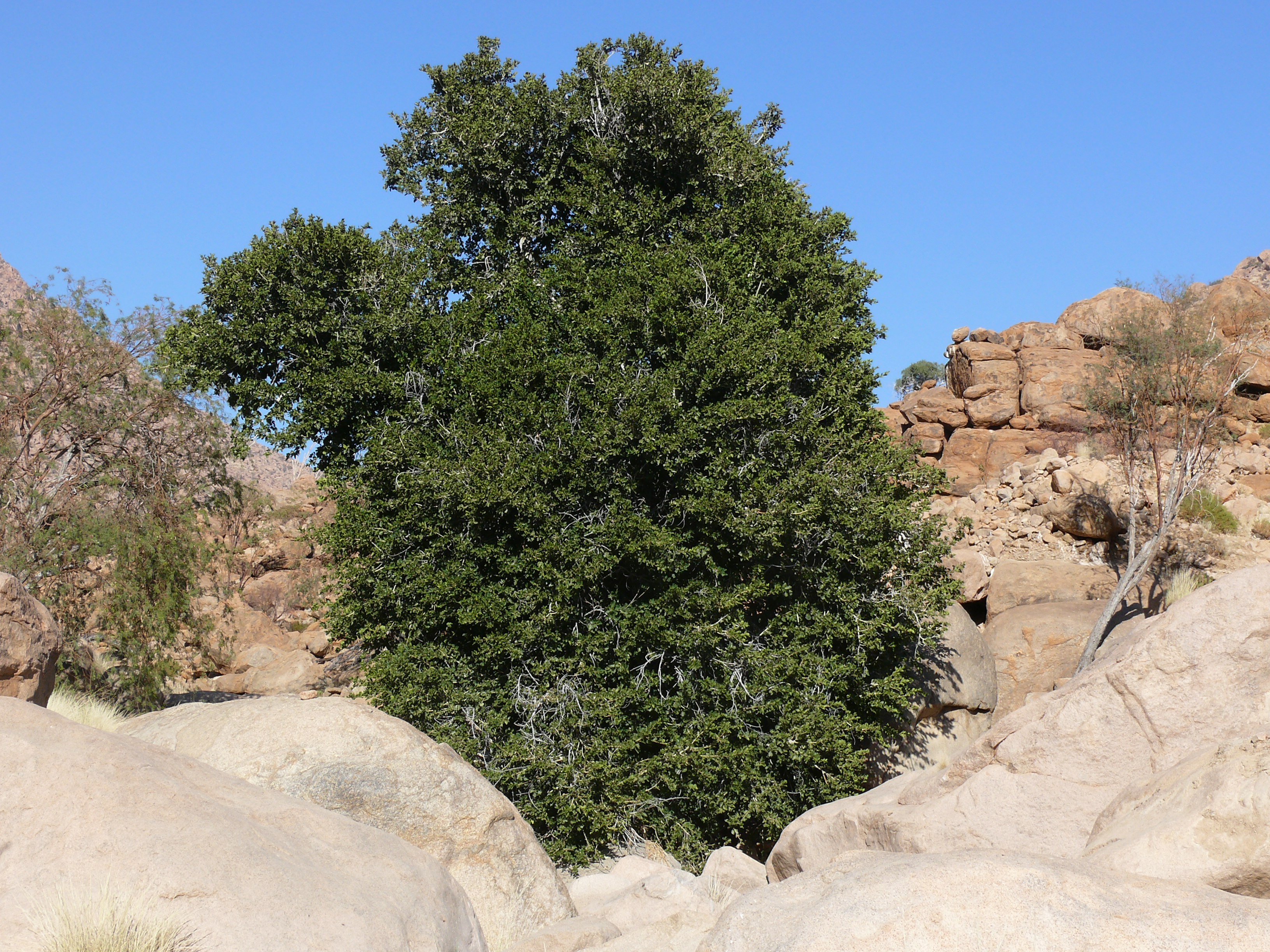
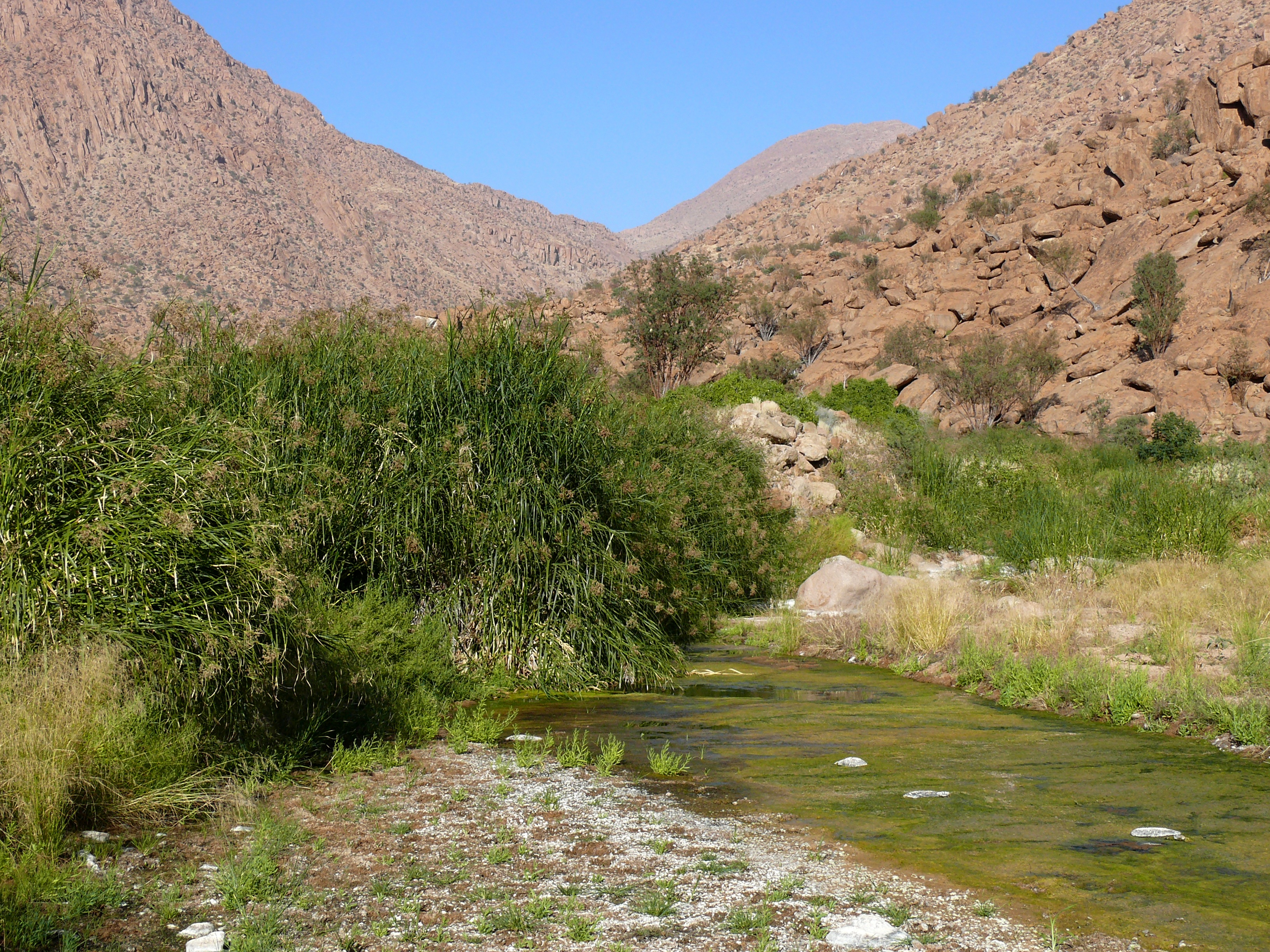
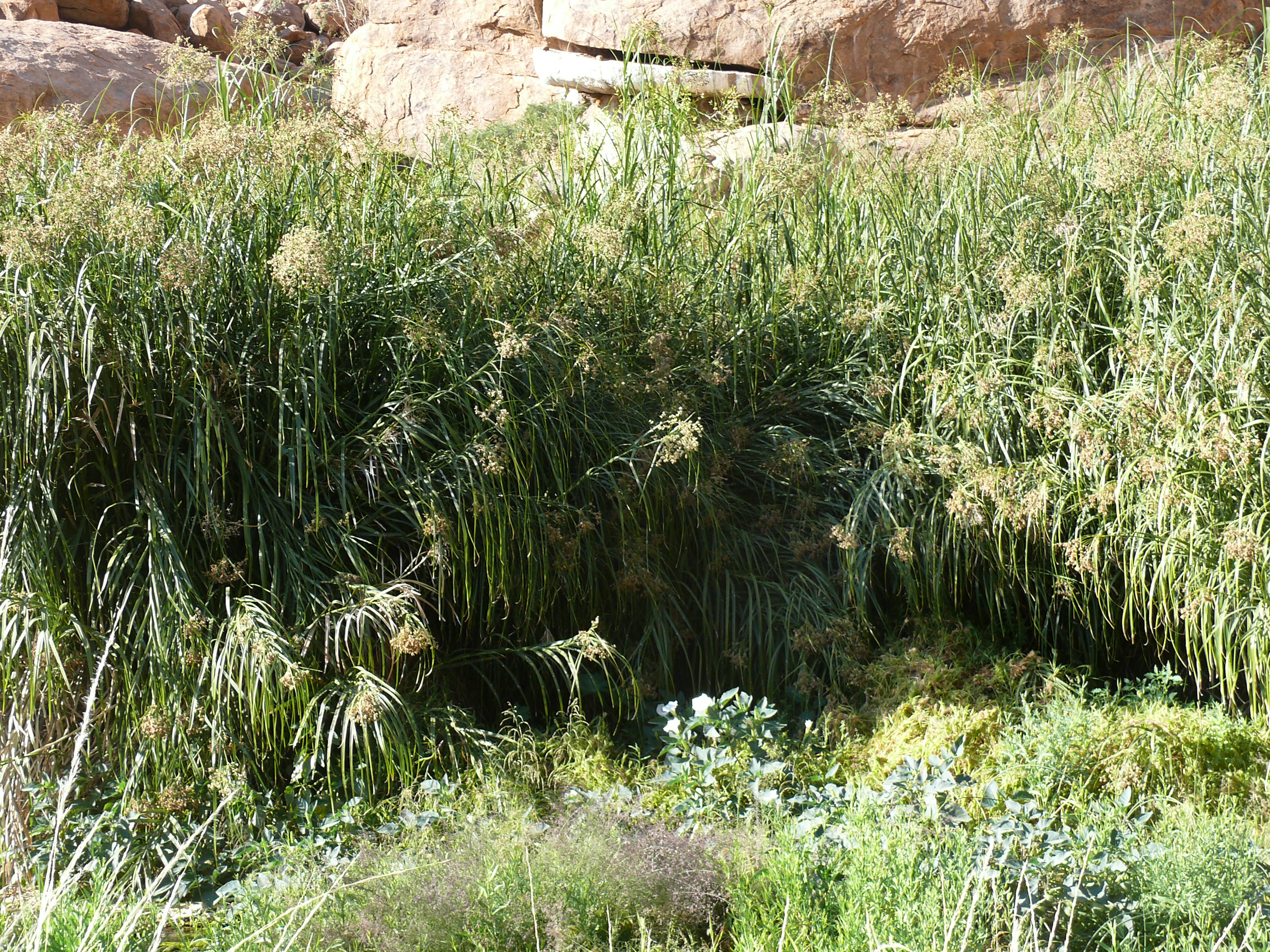

## Histoire

### Peintures rupestres
Le site du Brandberg est un lieu hautement spirituel pour le peuple San (Bochiman). De fait, on y retrouve plus de 45 000 peintures rupestres réparties sur un millier d'abris rocheux. La plus célèbre d'entre elles est la fresque de la Dame blanche, peinture qui a suscité quantités de spéculations (sur l'origine de cette dame blanche, la présence d'un bonnet ressemblant au bonnet phrygien, celle d'un manchot, etc.) Pour accéder à cette peinture, une marche d'une quarantaine de minutes est nécessaire, le long des lits des anciennes rivières qui serpentent à travers le massif.

Fresque de la Dame blanche
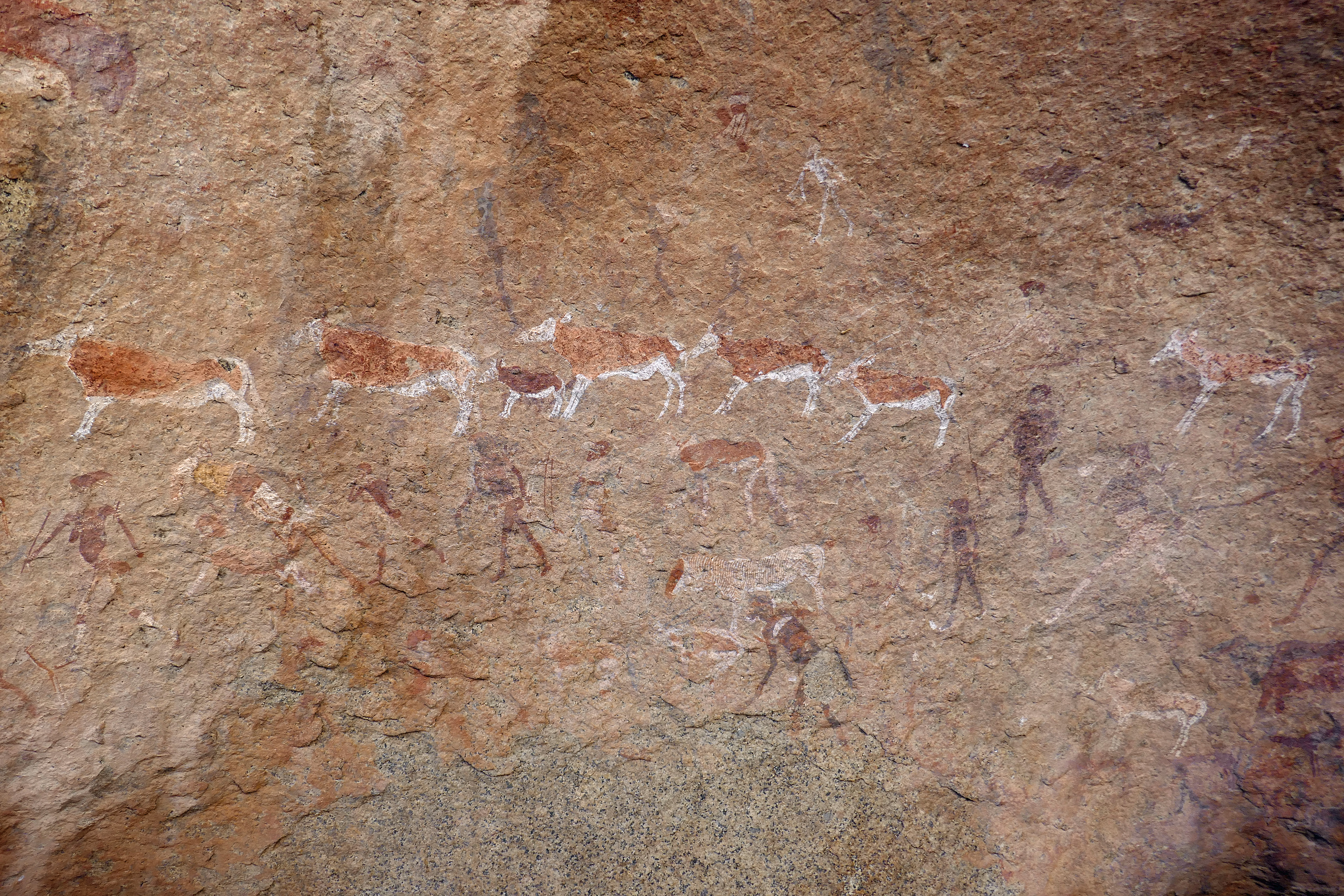
Oryx et personnages
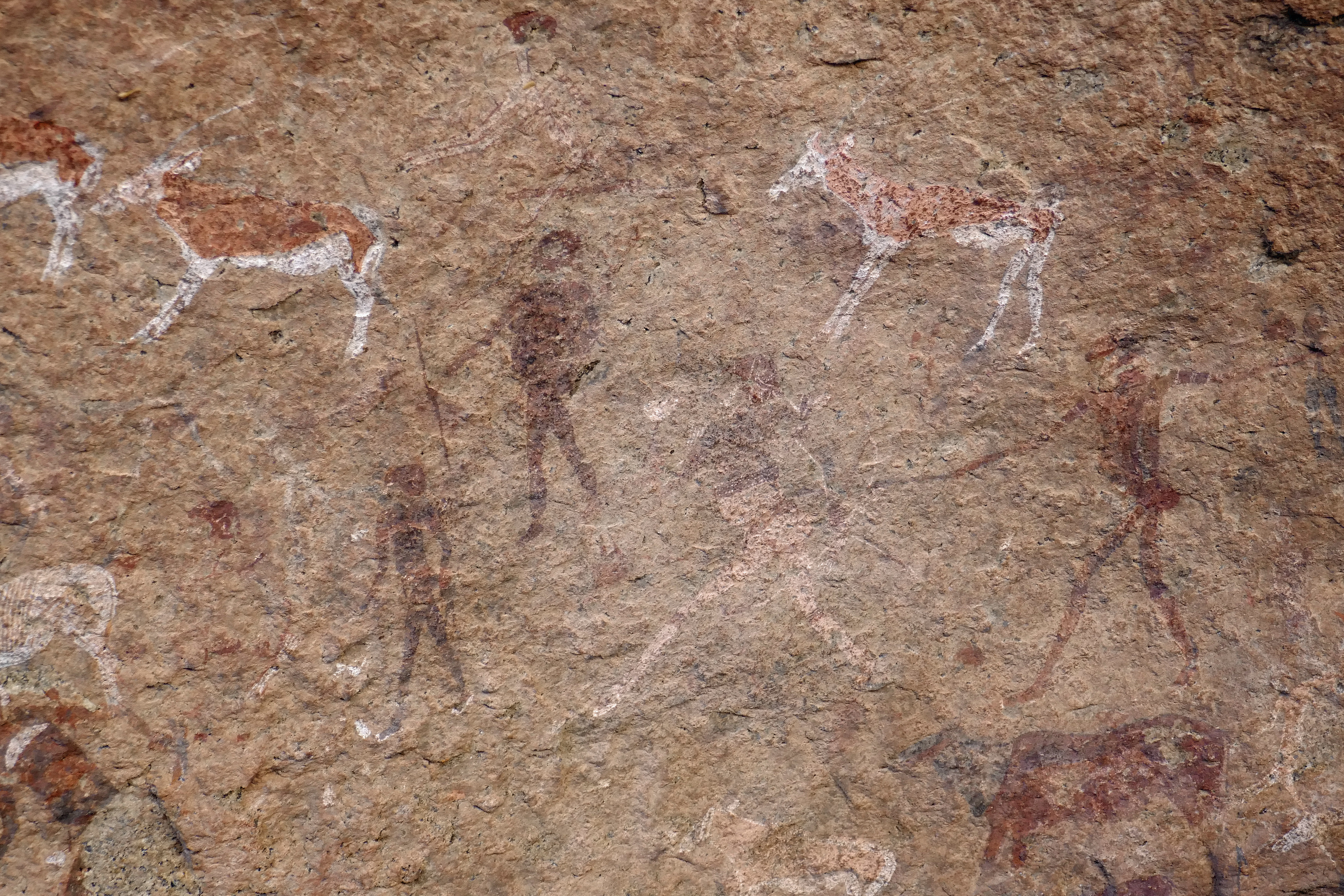
La Dame blanche (au centre)
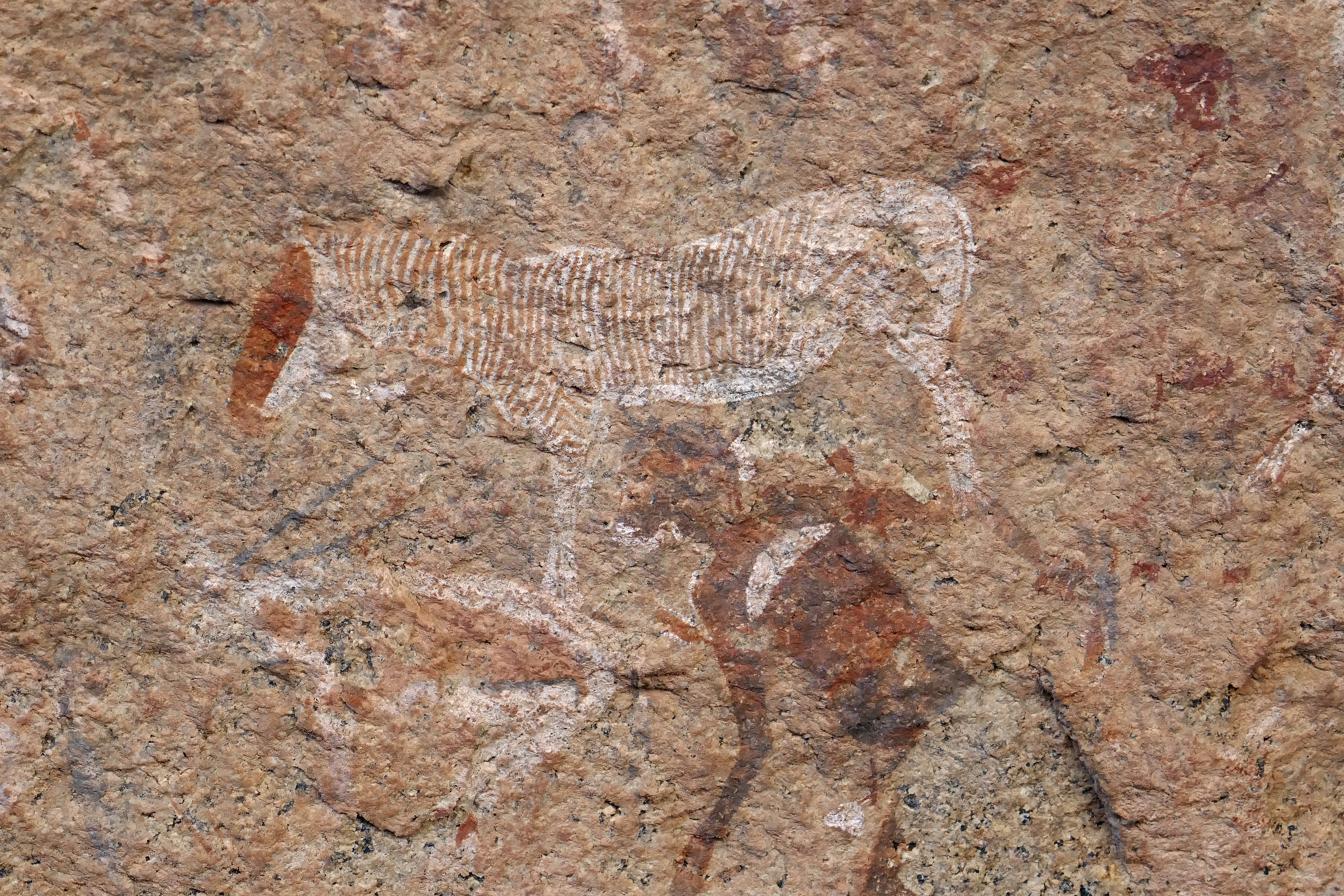
Zèbre de montagne
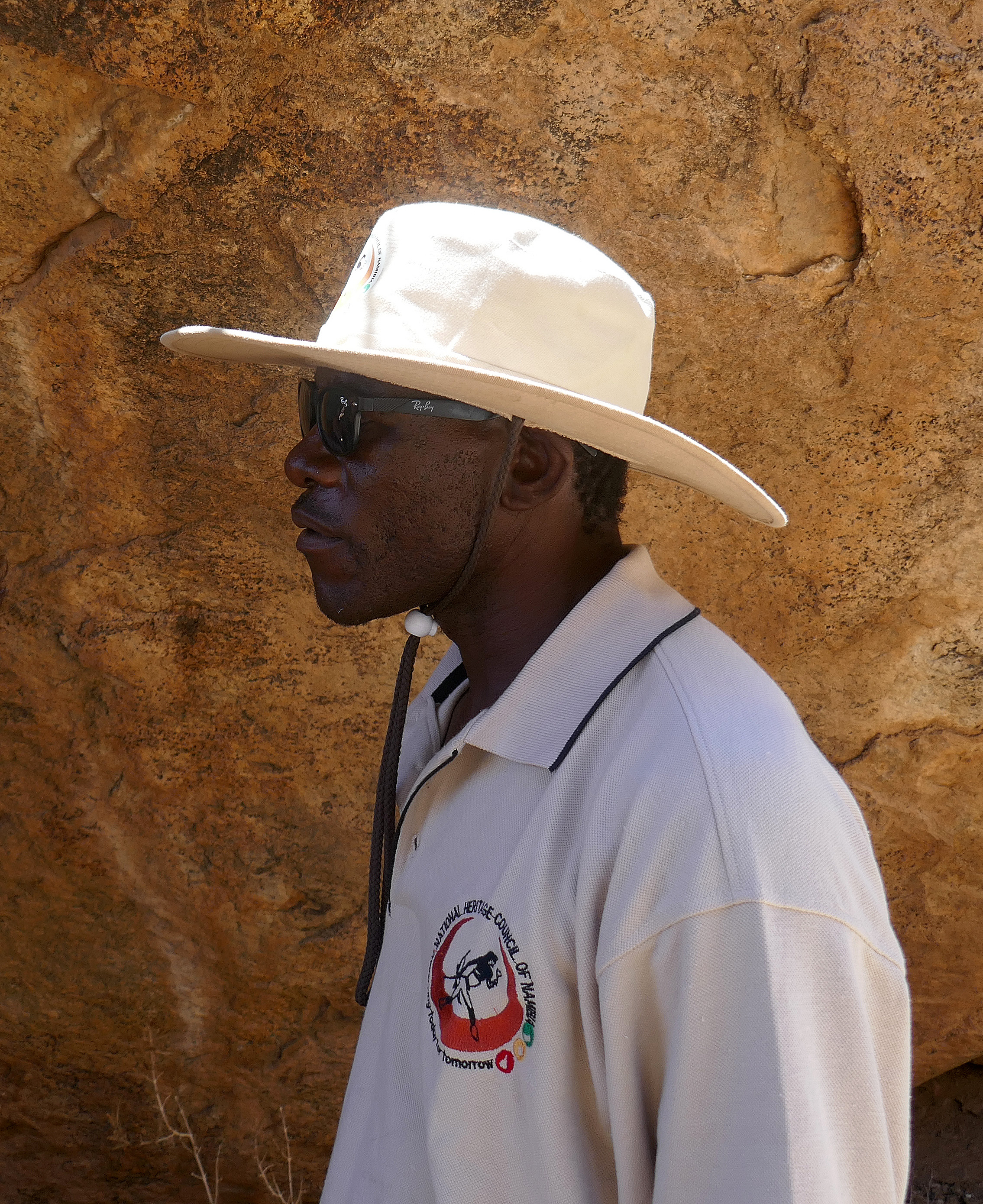
Guide damara

## Activités

### Tourisme

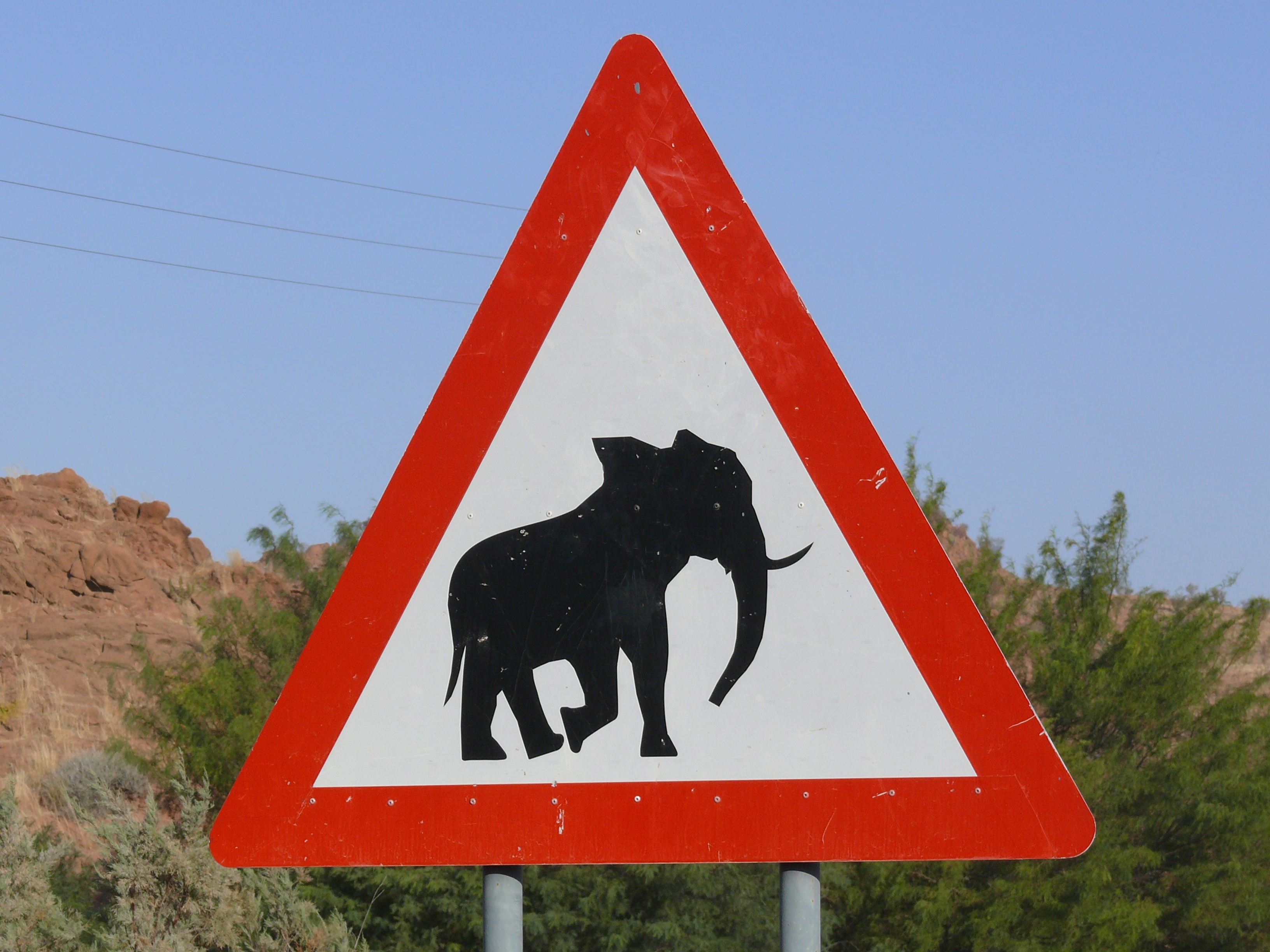
Panneau signalant la présence d'éléphants du désert.

Un camping a été ouvert à la limite du massif du Brandberg. Les activités proposées incluent la visite des alentours avec coucher du soleil et safari animalier pour essayer d'apercevoir les éléphants du désert. Cela reste une zone très peu touristique, ce qui contribue à préserver la beauté et l'aspect sauvage du site.

### Patrimoine mondial
Le massif du Brandberg a été soumis à la liste indicative du Patrimoine mondial de l'UNESCO le 3 octobre 2002, dans la catégorie mixte (naturel + culturel).